# Elisabeth Olin (professor)
Elisabeth Olin, född 1956, är professor i socialt arbete och prefekt vid institutionen för socialt arbete vid Göteborgs universitet.
Elisabeth Olin disputerade år 2003 på avhandlingen Uppbrott och förändring: när ungdomar med utvecklingsstörning flyttar hemifrån. Hennes forskning berör livssituationen för människor med funktionshinder, främst relaterat till olika aspekter av deras vardagssituation. Studierna fokuserar främst på unga människor med funktionshinder, deras vardagsliv, sociala relationer, tillhörighet och strategier.